# Grammy Award for Best Rock Performance by a Duo or Group with Vocal
Der Grammy Award for Best Rock Performance by a Duo or Group with Vocal, auf Deutsch „Grammy-Award für die beste Rock-Performance eines Duos oder einer Gruppe mit Gesang“, ist ein Musikpreis, der bei den jährlich stattfindenden Grammy Awards verliehen wurde. Ausgezeichnet wurden Gruppen oder Duette von Musikern für besonders hochqualitative Werke, Einzelsongs oder Musikalben der Rockmusik. Seit 2012 ist dieser Preis der Kategorie Best Rock Performance zugeordnet.

## Hintergrund und Geschichte
Die seit 1958 verliehenen Grammy Awards (eigentlich Grammophone Awards) werden jährlich in zahlreichen Kategorien von der National Academy of Recording Arts and Sciences (NARAS) in den Vereinigten Staaten von Amerika vergeben, um künstlerische Leistung, technische Kompetenz und hervorragende Gesamtleistung ohne Rücksicht auf die Album-Verkäufe oder Chart-Position zu ehren.
Seit den Grammy-Verleihungen 2012 wird dieser Preis nicht mehr vergeben und stattdessen der Kategorie Best Rock Performance zugeordnet.

## Statistik

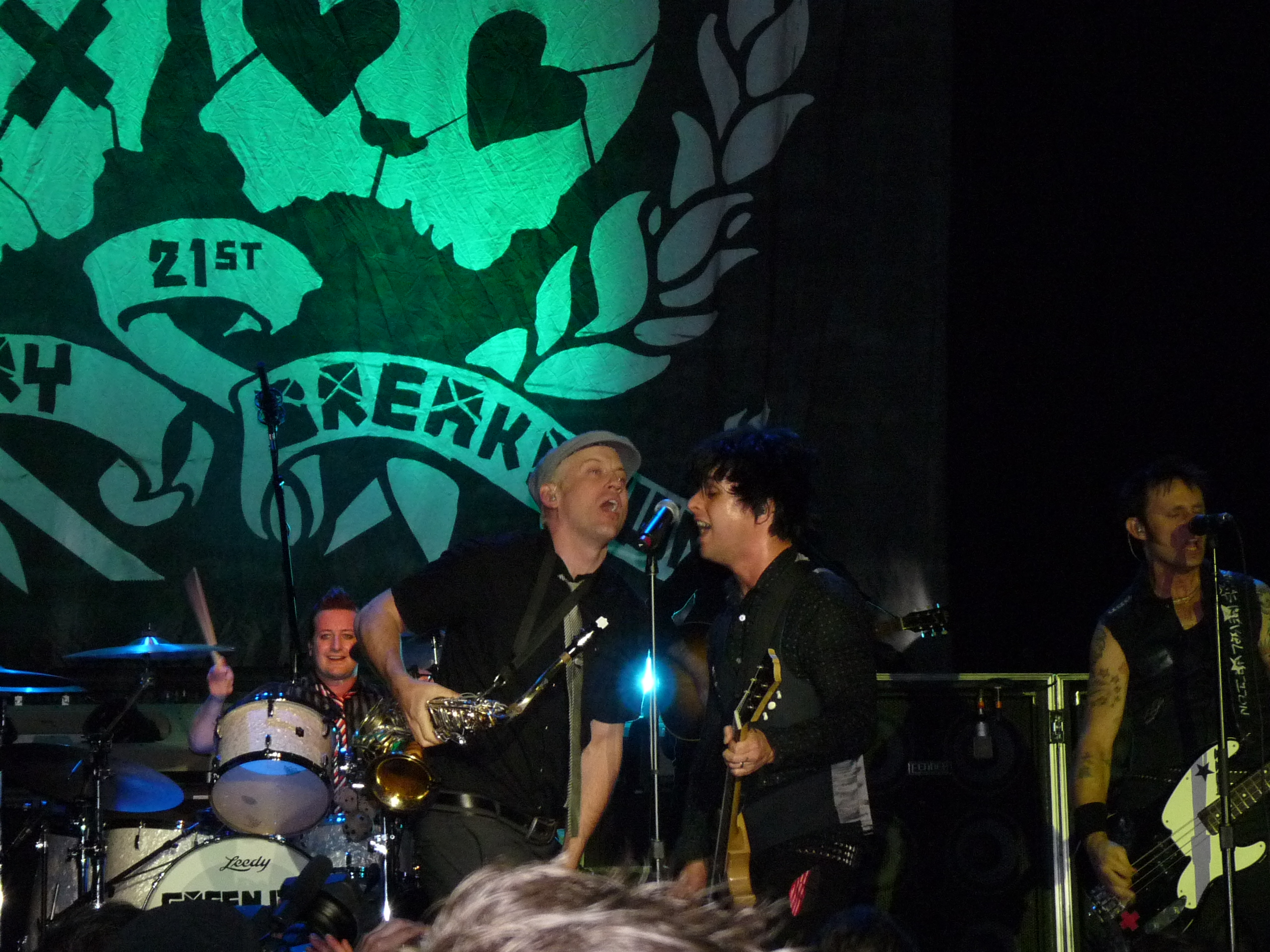
Die amerikanische Band Green Day wurde fünfmal für den Grammy nominiert ohne ihn zu gewinnen.

Den ersten Award dieser Kategorie erhielt im Jahr 1980 die Band Eagles für den Song Heartache Tonight. Die irische Band U2 gewann diesen Award siebenmal und führt damit die Liste der häufigsten Grammy-Gewinner dieser Kategorie an. Viermal ging der Preis an die amerikanische Band Aerosmith und jeweils zweimal erhielten ihn The Police und Kings of Leon. Die häufigsten Gewinne (18) wurden an amerikanische Künstler vergeben, mit den Siegen von U2 ging der Preis jedoch bereits siebenmal an irische Künstler und fünfmal wurden Künstler aus Großbritannien geehrt. Die Travelling Wilburys waren eine Supergroup aus britischen und amerikanischen Künstlern, das Projekt Carlos Santana & Everlast bestand aus einem mexikanischen und einem amerikanischen Künstler.
U2 erhielt zudem mit 14 Nominierungen (einschließlich der 7 Gewinne) die meisten Nominierungen für den Grammy, zugleich waren sie 1990 die einzige Band mit zwei Nominierungen im gleichen Jahr. Die häufigsten Nominierungen ohne einen Gewinn verzeichnete die amerikanische Band Green Day mit insgesamt 5 Nominierungen, gefolgt von den Rolling Stones mit 4 Nominierungen.

## Gewinner und nominierte Künstler
| Jahr                  | Künstler / Band                      | Nationalität                              | Werk                                    | Weitere nominierte Künstler | Bilder der Künstler                                           |
| --------------------- | ------------------------------------ | ----------------------------------------- | --------------------------------------- | --- | ------------------------------------------------------------- |
| 1980 27. Februar 1980 | Eagles                               | Vereinigte Staaten                        | Heartache Tonight                       | - The Blues Brothers – Briefcase Full of Blues (Album) - The Cars – Candy-O (Album) - Dire Straits – Sultans of Swing - The Knack – My Sharona - Styx – Cornerstone (Album)           | Eagles, 2008                                                  |
| 1981 25. Februar 1981 | Bob Seger and the Silver Bullet Band | Vereinigte Staaten                        | Against the Wind (Album)                | - Blondie – Call Me - Pink Floyd – The Wall (Album) - The Pretenders – Brass in Pocket - Queen – Another One Bites the Dust                                                           | Bob Seger, 2007                                               |
| 1982 24. Februar 1982 | The Police                           | Vereinigtes Königreich                    | Don’t Stand so Close to Me              | - Foreigner – 4 (Album) - REO Speedwagon – Hi Infidelity (Album) - Stevie Nicks & Tom Petty & The Heartbreakers – Stop Draggin’ My Heart Around - Rolling Stones – Tattoo You (Album) | The Police, Bandlogo                                          |
| 1983 23. Februar 1983 | Survivor                             | Vereinigte Staaten                        | Eye of the Tiger                        | - Asia – Asia (Album) - J. Geils Band – Centerfold - Kenny Loggins & Steve Perry – Don’t Fight It - Frank Zappa & Moon Unit Zappa – Valley Girl                                       | Foreigner, 2009                                               |
| 1984 28. Februar 1984 | The Police                           | Vereinigtes Königreich                    | Synchronicity (Album)                   | - Big Country – In a Big Country - Huey Lewis & the News – Heart & Soul - Talking Heads – Burning Down the House - ZZ Top – Eliminator (Album)                                        | The Police, Bandlogo                                          |
| 1985 26. Februar 1985 | Prince and The Revolution            | Vereinigte Staaten                        | Purple Rain                             | - The Cars – Heartbeat City (Album) - Genesis – Genesis (Album) - Van Halen – Jump - Yes – 90125 (Album)                                                                              | Prince, 1990                                                  |
| 1986 25. Februar 1986 | Dire Straits                         | Vereinigtes Königreich                    | Money for Nothing                       | - Bryan Adams & Tina Turner – It’s Only Love - Heart – Heart - Eurythmics – Would I Lie to You? - Starship – We Built This City                                                       | Dire Straits, 1985                                            |
| 1987 24. Februar 1987 | Eurythmics                           | Vereinigtes Königreich                    | Missionary Man                          | - Artists United Against Apartheid – Sun City - Fabulous Thunderbirds – Tuff Enuff - Rolling Stones – Harlem Shuffle - ZZ Top – Afterburner (Album)                                   | Eurythmics, 1987                                              |
| 1988 2. März 1988     | U2                                   | Irland                                    | The Joshua Tree (Album)                 | - Georgia Satellites – Keep Your Hands to Yourself - Heart – Bad Attitude (Album) - Los Lobos – By the Light of the Moon (Album) - Yes – Big Generation (Album)                       | U2, 2007                                                      |
| 1989 22. Februar 1989 | U2                                   | Irland                                    | Desire                                  | - INXS – Kick (Album) - Joan Jett & The Blackhearts – I Hate Myself for Loving You - Little Feat – Let It Roll (Album) - Midnight Oil – Beds Are Burning                              | Bono und Adam Clayton während eines Auftritts 2009 in Toronto |
| 1990 22. Februar 1990 | Traveling Wilburys                   | Vereinigtes Königreich Vereinigte Staaten | Traveling Wilburys Volume One (Album)   | - Living Colour – Glamour Boys - Rolling Stones – Mixed Emotions - U2 – Rattle and Hum (Album) - U2 und B.B. King – When Love Comes to Town                                           |                                                               |
| 1991 20. Februar 1991 | Aerosmith                            | Vereinigte Staaten                        | Janie’s Got a Gun                       | - INXS – Suicide Blonde - Midnight Oil – Blue Sky Mining (Album) - Red Hot Chili Peppers – Higher Ground - Rolling Stones – Almost Hear You Sigh                                      | Aerosmith, 2003                                               |
| 1992 25. Februar 1992 | Bonnie Raitt & Delbert McClinton     | Vereinigte Staaten                        | Good Man, Good Woman                    | - Jane’s Addiction – Been Caught Stealing - Tom Petty & The Heartbreakers – Into The Great Wide Open - Queensrÿche – Silent Lucidity - R.E.M. – Radio Song                            | Bonnie Raitt, 2007                                            |
| 1993 24. Februar 1993 | U2                                   | Irland                                    | Achtung Baby (Album)                    | - En Vogue – Free Your Mind - Little Village – Little Village (Album) - Los Lobos – Kiko (Album) - Red Hot Chili Peppers – Under the Bridge                                           | Bono, 1992                                                    |
| 1994 1. März 1994     | Aerosmith                            | Vereinigte Staaten                        | Livin’ on the Edge                      | - Blind Melon – No Rain - Bob Dylan, Roger McGuinn, Tom Petty, Neil Young, Eric Clapton, George Harrison – My Back Pages - Soul Asylum – Runaway Train - Spin Doctors – Two Princes   | Aerosmith, 2003                                               |
| 1995 1. März 1995     | Aerosmith                            | Vereinigte Staaten                        | Crazy                                   | - Counting Crows – Round Here - Green Day – Basket Case - Nirvana – All Apologies - Pearl Jam – Daughter                                                                              | Aerosmith, 2007                                               |
| 1996 28. Februar 1996 | Blues Traveler                       | Vereinigte Staaten                        | Run-Around                              | - Eagles – Hotel California (live) - Dave Matthews Band – What Would You Say - Jimmy Page & Robert Plant – Kashmir - U2 – Hold Me, Thrill Me, Kiss Me, Kill Me                        | Blues Traveler, 2008                                          |
| 1997 26. Februar 1997 | Dave Matthews Band                   | Vereinigte Staaten                        | So Much to Say                          | - Garbage – Stupid Girl - Oasis – Wonderwall - Smashing Pumpkins – 1979 - The Wallflowers – 6th Avenue Heartache                                                                      | Dave Matthews Band, 2006                                      |
| 1998 25. Februar 1998 | The Wallflowers                      | Vereinigte Staaten                        | One Headlight                           | - Aerosmith – Falling in Love (Is Hard on the Knees) - Fleetwood Mac – The Chain - Matchbox 20 – Bent - Dave Matthews Band – Crash into Me                                            |                                                               |
| 1999 25. Februar 1999 | Aerosmith                            | Vereinigte Staaten                        | Pink                                    | - Fastball – The Way - Hole – Celebrity Skin - The Verve – Bitter Sweet Symphony - The Wallflowers – Heroes                                                                           | Aerosmith in einem MTV-Interview, 2007                        |
| 2000 23. Februar 2000 | Santana & Everlast                   | Mexiko Vereinigte Staaten                 | Put Your Lights On                      | - Garbage – Special - Goo Goo Dolls – Black Balloon - Hole – Malibu - Red Hot Chili Peppers – Scar Tissue                                                                             | Carlos Santana, 2000                                          |
| 2001 23. Februar 2001 | U2                                   | Irland                                    | Beautiful Day                           | - Bon Jovi – It’s My Life - Creed – With Arms Wide Open - Foo Fighters – Learn to Fly - Red Hot Chili Peppers – Californication                                                       | Adam Clayton (U2), 2005                                       |
| 2002 27. Februar 2002 | U2                                   | Irland                                    | Elevation                               | - Aerosmith – Jaded - Coldplay – Yellow - Dave Matthews Band – The Space Between - Train – Drops of Jupiter                                                                           | Bono und the Edge (U2), 2009                                  |
| 2003 23. Februar 2003 | Coldplay                             | Vereinigtes Königreich                    | In My Place                             | - Aerosmith – Girls of Summer - Creed – My Sacrifice - Chad Kroeger & Josey Scott – Hero - 3 Doors Down – When I’m Gone - Tonic – Take Me as I Am - U2 – Walk On                      | Coldplay, 2008                                                |
| 2004 8. Februar 2004  | Warren Zevon & Bruce Springsteen     | Vereinigte Staaten                        | Disorder in the House                   | - Foo Fighters – Times Like These - Radiohead – There There - Train – Calling All Angels - The White Stripes – Seven Nation Army                                                      | Bruce Springsteen, 2008                                       |
| 2005 8. Februar 2005  | U2                                   | Irland                                    | Vertigo                                 | - Elvis Costello & the Imposters – Monkey to Man - Franz Ferdinand – Take Me Out - Green Day – American Idiot - The Killers – Somebody Told Me                                        | The Edge (U2), 2005                                           |
| 2006 13. Februar 2006 | U2                                   | Irland                                    | Sometimes You Can’t Make It on Your Own | - Coldplay – Speed of Sound - Foo Fighters – Best of You - Franz Ferdinand – Do You Want To - The Killers – All These Things That I’ve Done                                           | U2, 2006                                                      |
| 2007 11. Februar 2007 | Red Hot Chili Peppers                | Vereinigte Staaten                        | Dani California                         | - Coldplay – Talk - The Fray – How to Save a Life - The Raconteurs – Steady, as She Goes - U2 & Green Day – The Saints Are Coming                                                     | Red Hot Chili Peppers, 2005                                   |
| 2008 10. Februar 2008 | The White Stripes                    | Vereinigte Staaten                        | Icky Thump                              | - Daughtry – It’s Not Over - Green Day – Working Class Hero - Nickelback – If Everyone Cared - U2 – Instant Karma                                                                     | Jack und Meg White (The White Stripes), 2007                  |
| 2009 8. Februar 2009  | Kings of Leon                        | Vereinigte Staaten                        | Sex on Fire                             | - AC/DC – Rock ’n Roll Train - Coldplay – Violet Hill - Eagles – Long Road Out of Eden - Radiohead – House of Cards                                                                   | Kings of Leon, 2007                                           |
| 2010 31. Januar 2010  | Kings of Leon                        | Vereinigte Staaten                        | Use Somebody                            | - Eric Clapton & Steve Winwood – Can’t Find My Way Home - Coldplay – Life in Technicolor II - Green Day – 21 Guns - U2 – I’ll Go Crazy If I Don’t Go Crazy Tonight                    | Kings of Leon, 2008                                           |
| 2011 13. Februar 2011 | The Black Keys                       | Vereinigte Staaten                        | Tighten Up                              | - Arcade Fire – Ready to Start - Jeff Beck & Joss Stone – I Put a Spell on You - Kings of Leon – Radioactive - Muse – Resistance                                                      | The Black Keys, 2008                                          |

## Belege
1. ↑  "honor artistic achievement, technical proficiency and overall excellence in the recording industry, without regard to album sales or chart position"Overview. National Academy of Recording Arts and Sciences, archiviert vom Original am 19. August 2012; abgerufen am 11. September 2014.  Info: Der Archivlink wurde automatisch eingesetzt und noch nicht geprüft. Bitte prüfe Original- und Archivlink gemäß Anleitung und entferne dann diesen Hinweis.
2. ↑  Grammy Awards at a Glance. In: Los Angeles Times. Tribune Company, abgerufen am 19. Juli 2010.
3. ↑  Awards Category Comparison Chart. (PDF; 80 kB) National Academy of Recording Arts and Sciences, S. 1, archiviert vom Original am 16. Mai 2011; abgerufen am 8. April 2011.  Info: Der Archivlink wurde automatisch eingesetzt und noch nicht geprüft. Bitte prüfe Original- und Archivlink gemäß Anleitung und entferne dann diesen Hinweis.